# Pietrabuona
Pietrabuona è una frazione del comune di Pescia, in provincia di Pistoia, Toscana. È una delle località dette Dieci castella della Valleriana, soprannominata Svizzera Pesciatina.

## Monumenti e luoghi d'interesse
- Chiesa dei Santi Matteo e Colombano
- Chiesa dei Santi Lorenzo e Stefano, in località San Lorenzo
- Arena di Pietrabuona, sede della gloriosa squadra di calcio amatoriale che vanta un storia di oltre 50 anni, il G.S. Ricciano.

## Cultura
A Pietrabuona è presente il Museo della carta.